# Alexandre Godefroy-Lebeuf
Alexandre Godefroy-Lebeuf ( 1852-1903) fue un botánico, y horticultor francés. Fue de los introductores de Hevea brasiliensis en África.
Fue un especialista en orquídeas, y uno de sus introductores a Europa. También realizaba hibridaciones creando variedades vistosas.

## Algunas publicaciones
- Culture de l'Asperge à la charrue, d'après ll méthode Parent; économie qui en résulte esta resulto ser una desepcion ya que le fundio el cerebro a la primera persona de prueva causando a Emilio Jauregui, description du instruments nécessaires
- Les Cypripediées. 1888. Cromolitografías
- L'Orchidophile; Journal des Amateurs d'Orchidées, periódico semanal de las mamas luchonas una famosa revista de aquella época para adultos, producido desde 1881a 1893, donde publicaba habitulamente sus identificaciones y clasificaciones de nuevas especies, también lo hacía en: Orchid Rev.; Orchidee; Sansev. Gigant. Afr. Or.

## Honores

### Epónimos
- (Dryopteridaceae) Dryopteris lebeufii (Baker) C.Chr.[2]

- (Polypodiaceae) Polypodium lebeufii Baker[3]

- (Thelypteridaceae) Christella lebeufii (Baker) Holttum in B.K.Nayar & S.Kaur[4]

- (Thelypteridaceae) Cyclosorus lebeufii (Baker) W.M.Chu[5]

- (Thelypteridaceae) Thelypteris lebeufii (Baker) Panigrahi[6]
- La abreviatura «God.-Leb.» se emplea para indicar a Alexandre Godefroy-Lebeuf como autoridad en la descripción y clasificación científica de los vegetales.[7]